# Amomum schlechteri
Amomum schlechteri là một loài thực vật có hoa trong họ Gừng. Loài này được Karl Moritz Schumann mô tả khoa học đầu tiên năm 1904.

## Phân bố
Loài này có thể được tìm thấy ở cao độ 700 m (2.300 ft) trên dãy núi Bismarck thuộc Kaiser-Wilhelmsland, nay là miền bắc Papua New Guinea.